# Pietrar de deșert
Pietrarul de deșert (Oenanthe deserti) este o pasăre migratoare sau sedentară (în funcție de locurile de cuibărire) din familia muscicapidelor, ordinul paseriformelor, care cuibărește în nordul Africii și Asia Centrală și apare foarte rar în Europa, în special ca accidentală. În România a fost semnalată ca specie nouă la 6 decembrie 2017 lângă Lacul Techirghiol. Trăiește în stepele uscate și la marginile deșerturilor cu puțină vegetație, în albiile râurilor uscate acoperite cu tufărișuri răzlețe, în ueduri, în câmpiile acoperite cu pietriș și pietre, în nord-vestul Africii ajungând la 1500 m altitudine, iar în subcontinentul indian între 3000 și 5100 m. Este o pasăre mică, cât vrabia; lungimea corpului 14-15 cm; greutatea 15-34 g. Masculul în penajul nupțial are creștetul capului, ceafa și partea superioară a spatelui de culoare brun-nisipie; partea inferioară a spatelui, târtița și bazele rectricelor laterale ale cozii sunt albe sau alb-gălbui, restul cozii este negru. Părțile inferioare sunt alb-cremoase cu o nuanță gălbuie pe piept și pe flancuri. Aripa este neagră deasupra. Bărbia, partea inferioară a gâtului, părțile laterale ale feței și a gâtului sunt negre; negrul feței se unește cu negrul aripii. Deasupra ochiului se află o sprânceană albicioasă. Remigele scapulare sunt albe, restul remigelor sunt negre, tivite cu galben sau alb. Tectricele supraalare sunt negre; tectricele subalare și axilare negre, cu vârfuri albe. Ciocul, picioarele și ghearele sunt negre. Femela se distinge prin absența negrului de pe cap și gât. Se hrănește în principal cu nevertebrate (insecte, păianjeni, miriapode și viermi), mai rar cu semințe. Este o specie teritorială cu un teritoriu cuibăritor relativ mare, de circa 4 ha. Reproducerea are loc în februarie-iulie. Cuibul este construit din fire de iarbă și de rădăcini, căptușit cu iarbă mai fină, lână, păr sau pene; el este amplasat într-o gaură de pe marginea drumului sau de pe malul râului, în abrupturile verticale ale stâncilor, în ziduri, poduri sau alte construcții, sub o piatră, tufă sau sub grămezi de pietre, printre rădăcinile ieșite la suprafață sau în interiorul galeriilor vechi ale rozătoarelor. Ponta constă din 3-6 ouă, de culoare albăstruie cu pete mici ruginii și violete. Adesea depune două ponte pe an. Durata incubației este de 13-14 zile. Puii rămân în cuib 15-18 zile; după ce au părăsit cuibul ei rămân dependenți de părinți până la 3 săptămâni.

## Taxonomie și subspecii
Specia a fost descrisă pentru prima oară sub denumirea Saxicola deserti de Temminck în 1825, Egipt.
Patru subspecii sunt recunoscute: deserti (subspecia nominată), atrogularis (sin. salina), homochroa și oreophila. Mai mulți autori consideră subspecia atrogularis ca sinonimă cu subspecia deserti, din cauza deosebirilor foarte mici între ele. Hotarele subspeciilor nu sunt bine stabilite; detalii de mai jos sunt provizorii.
Subspecii:
- Oenanthe deserti deserti (Temminck, 1825) - subspecia nominată, este sedentară în Egipt la est de delta Nilului (nord-estul Egiptului), în Peninsula Sinai, nord-vestul Arabiei, Siria, Israel și Palestina;
- Oenanthe deserti atrogularis (Blyth, 1847) - este o pasăre migratoare, cuibărește discontinuu în Iran, Asia Centrală, spre est până în Afganistan, centrul și sudul Kazahstanului, Mongolia, nord-vestul și nordul Chinei (nord-vestul Sinkiangului, Gansu, Shaanxi, centrul Mongoliei Interioare); iernează în nord-estul Africii (inclusiv în Socotra) și sud-vestul Asiei. Apare accidental în mai multe țări din Europa. Este ușor mai întunecată și mai mare decât subspecia nominată. Populația din sudul Kazahstanului este separată de unii autori în subspecia Oenanthe deserti salina (Eversmann, 1850), care este mai mică și mai deschisă la culoare decât subspecia atrogularis și are o dungă albă îngustă pe marginea externă a steagului intern al remigelor primare.[10]
- Oenanthe deserti homochroa (Tristram, 1859) - este sedentară, parțial migratoare, cuibărește în nordul Africii la vest de Nil, din sudul Marocului, Sahara Occidentală și nord-vestul Mauritaniei (capul Blanco) spre est până în nord-vestul Egiptului; iernează în Sahara și nordul Sahelului (din Mauritania spre est până în Ciad). Sunt cunoscute apariții accidentale în Anglia. Partea dorsală este mai întunecată și mai roșiatică decât la subspecia nominată.
- Oenanthe deserti oreophila (Oberholser, 1900) - este o pasăre de munte migratoare, cuibărește din estul Pamirului, munții Karakorum și Cașmir spre est până în Nepal, Podișul Tibet și vestul Chinei (vestul și sudul Sinkiangului, Qinghai); iernează în Arabia, sud-vestul Asiei, nord-vestul și centrul Indiei. Are mai mult alb pe aripă și este mai mare decât subspecia atrogularis.

## Recunoașterea în teren
Are o lungime de 14-15 cm.

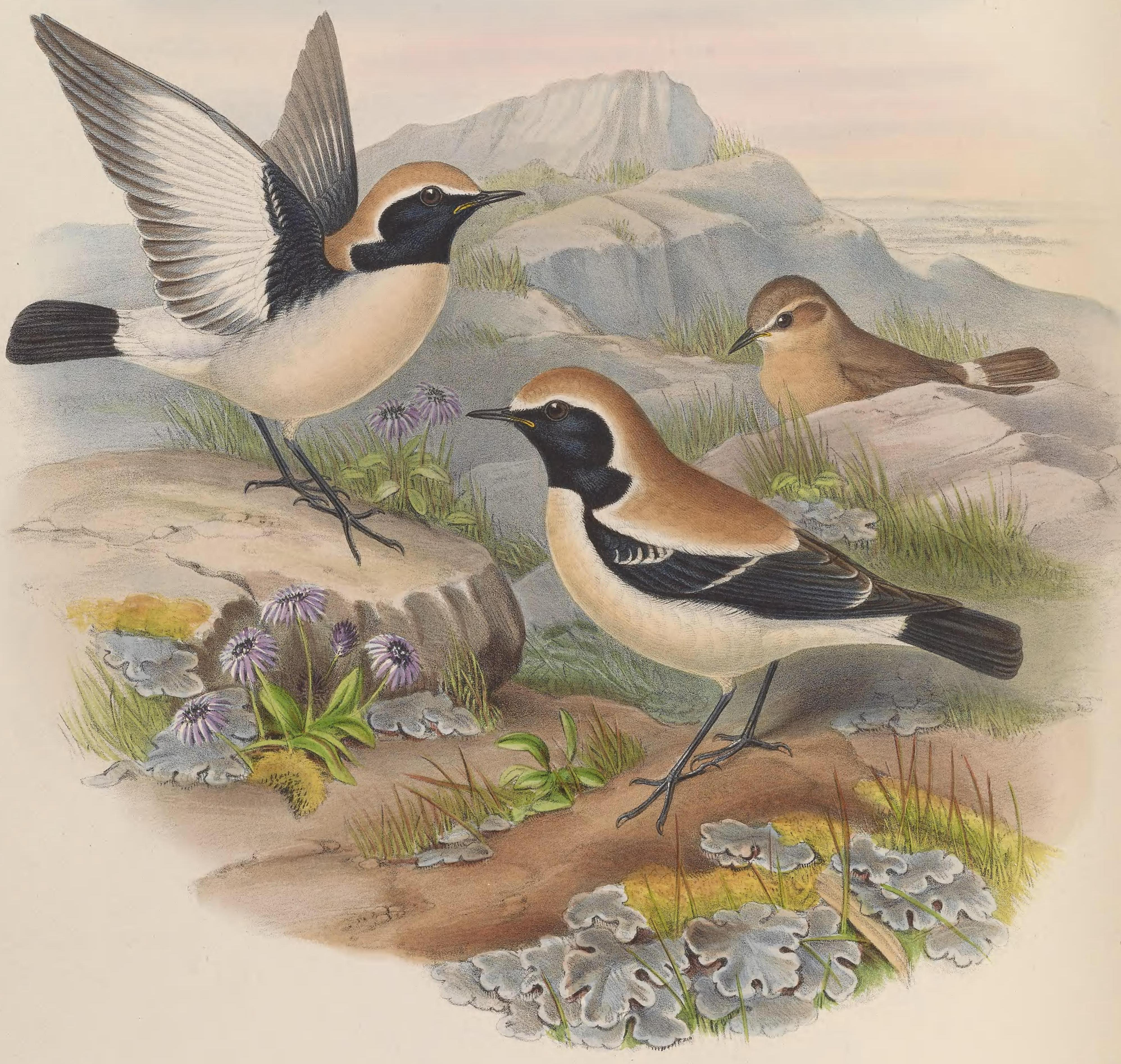
Pietrarul de deșert după John Gould (1804–1881). În față masculul, în spate femela.

Masculul adult are creștetul și părțile superioare nisipii (mai deschise la culoare sau de la brun-nisipiu până la cenușiu în penajul uzat); partea inferioară a frunții, sprânceana și dunga de pe penele scapulare sunt albe; negrul de pe față și gât se unește (prin laturile gâtului) cu negrul supraalarelor mici și remigelor aripilor; târtița și tectricele supracaudale sunt albe sau alb-cremoase; părțile laterale bazale ale cozii (rareori vizibile pe teren) sunt albe, dar cea mai mare parte a cozii este neagră; pieptul și restul părților inferioare sunt palide, de la alb-cremos până la brun-nisipiu.
Femela adultă este asemănătoare cu masculul adult, dar negrul de pe față și gât lipsește, fiind înlocuit pe față cu o culoare palidă, nisipie sau brun-nisipie cu o sprânceană nițel mai palidă, tectricele auriculare sunt întunecate, nisipii sau brunii, iar bărbia și gâtul sunt mai palide, nisipiu-cenușii sau brun-gălbui. Unele femele seamănă cu masculul adult, având fața și gâtul negricioase.
La subspecia nord-africane homochroa unele femele seamănă cu masculii acestei subspecii, având o nuanță mai rozacee sau brun-gălbuie pe cap și părțile superioare în penajul proaspăt neuzat, iar pieptul și flancurile sunt mai vădit rozacee sau brun-nisipii.
Subspecia oreophila, care este puțin mai mare cu aripi mai lungi, are mai mult alb pe remigele mediale secundare și primare și, de obicei, prezintă un pic mai mult alb sau brun-nisipiu la baza cozii.
Cei mai mulți masculi în primul an de viață sunt foarte asemănători cu masculi adulți (și cu femelele cu gâtul întunecat), iar determinarea vârstei se face mai bine prin contrastul între penele vechi (nenăpârlite) și cele noi (înlocuite) ale aripii. Penajul ca la adult, dar de obicei este tivit mai lat cu alb-gălbui pe față, pe partea inferioară și laturile gâtului care sunt negre (vârfurile palide la adult, sunt de obicei complet uzate la sfârșitul toamnei și absente în ianuarie). De asemenea, supraalare mari negru-fuliginoase sunt fin tivite pe vârfuri cu alb la adulți, iar în primul an de viață supraalare mari sunt brun-închise și tivite cu nisipiu sau cu brun-nisipiu, în timp ce extinderea palidului pe tectricele primare este de obicei semnificativă, care sunt brun închise, cu vârfuri foarte fine albicioase la adulți, dar în primul an sunt tivite complet cu brun-gălbui deschis.
Femela în primul an de viață în penajul proaspăt este foarte asemănătoare cu femela adultă, determinarea vârstei se face prin contrastul penelor aripilor, iar în penajul proaspăt prin tectricele primare brun închise cu vârfuri palid brun-gălbui, care de obicei cad primăvară (mai înguste și mai albe la femela adultă, negru-cenușii tivite îngust cu alb pe margini primăvară).

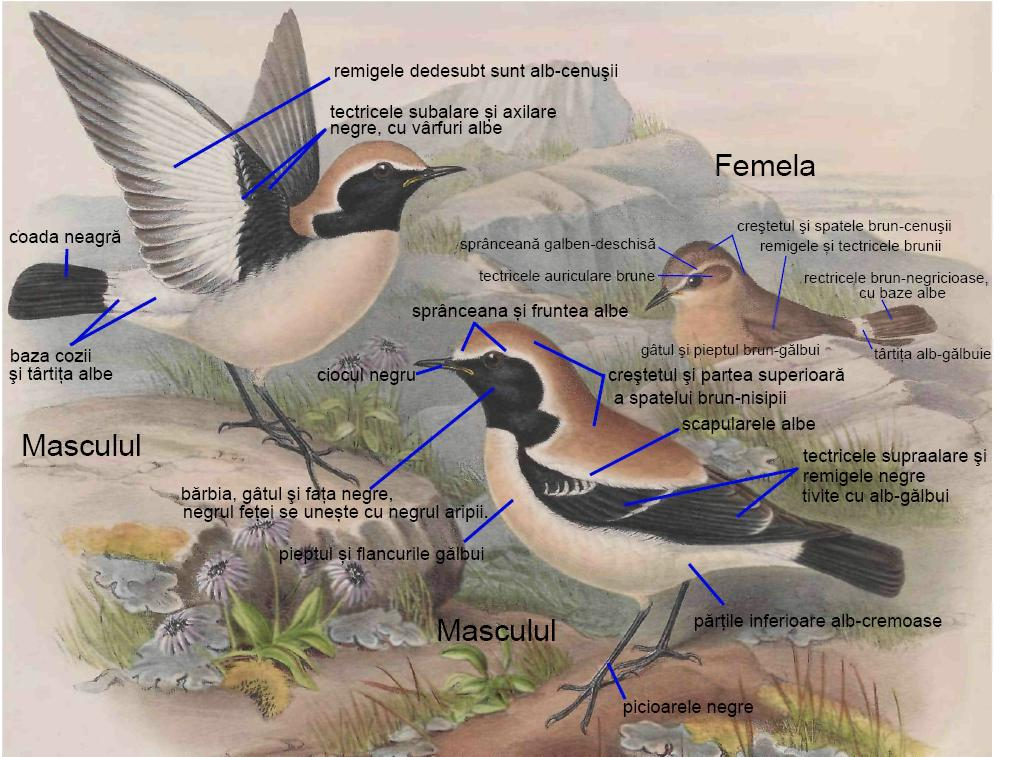
Pietrarul de deșert după John Gould (1804–1881).

## Descrierea

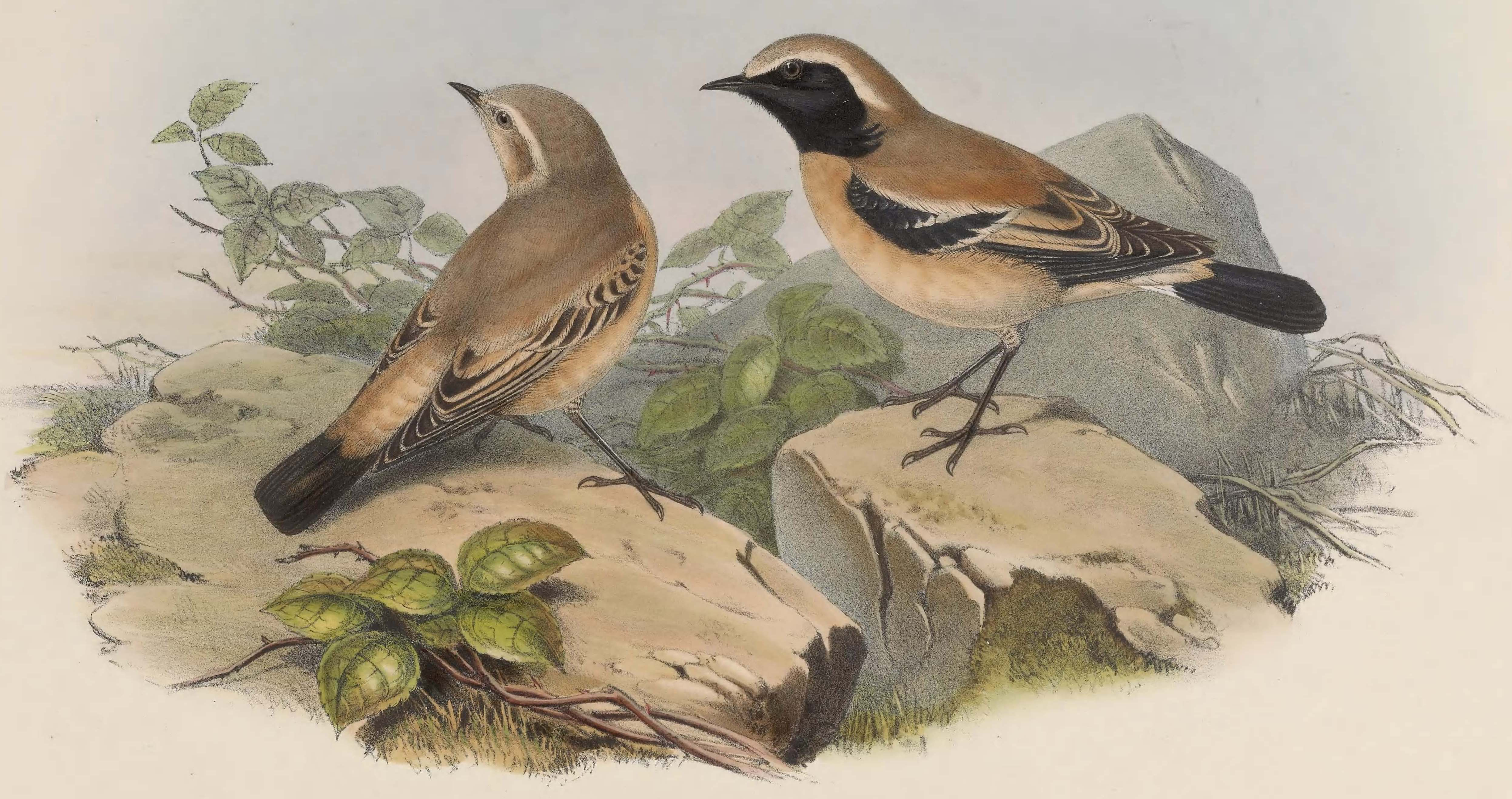
Pietrarul de deșert (subspecia atrogularis) după John Gould (1804–1881). În dreapta masculul, în stânga femela.

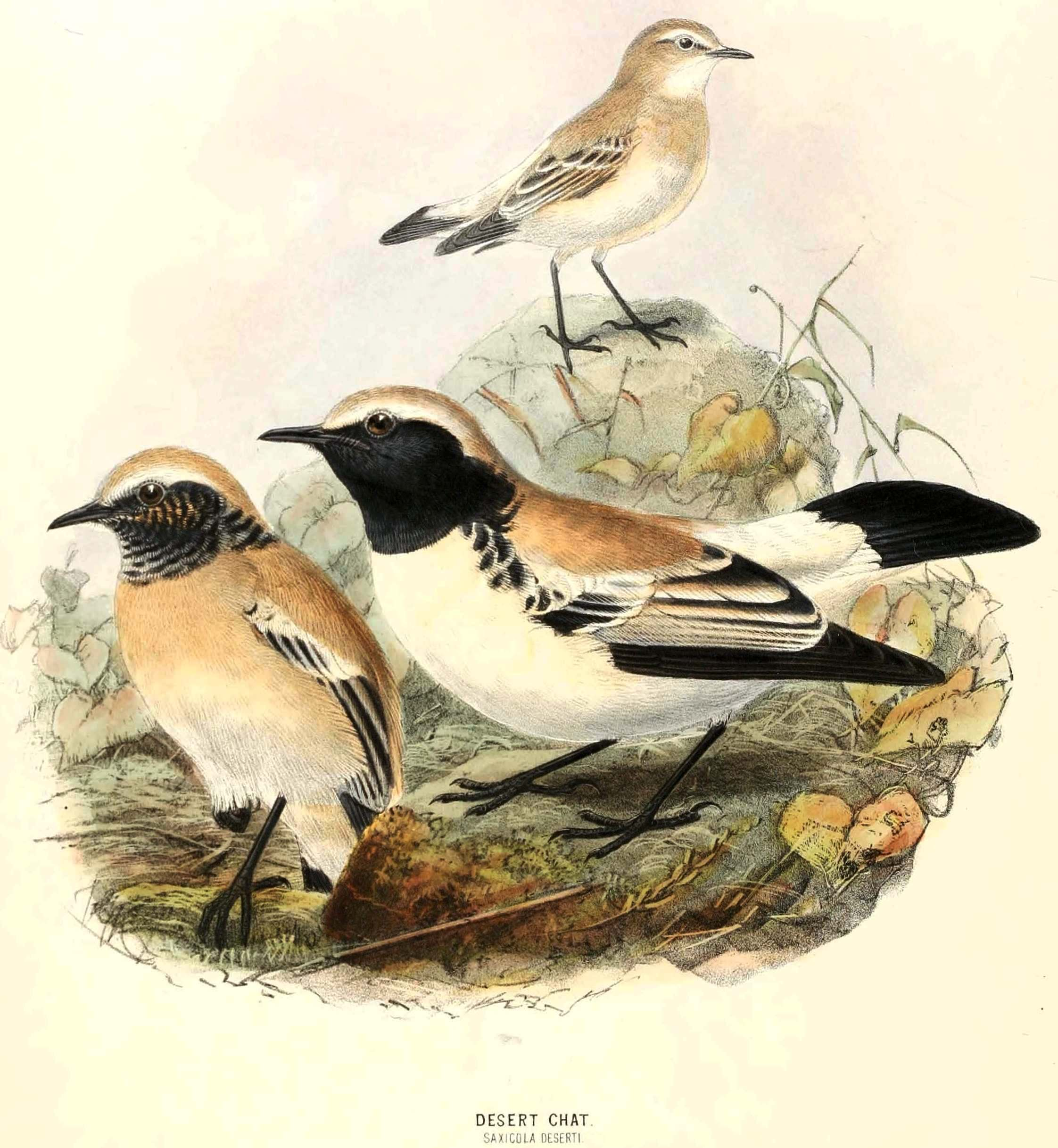
Pietrarul de deșert după H. E. Dresser. „A history of the birds of Europe : including all the species inhabiting the western palaearctic region.” 1871-1881

Masculul adult în penajul nupțial (primăvara și vara) al subspeciilor deserti și atrogularis are partea superioară a capului (creștetul), a gâtului (ceafa) și partea superioară a spatelui brun-nisipie; uneori, părțile superioare sunt cenușiu-brun-nisipii, cu o nuanță ocru pe spate. În penajul uzat, capul este mai cenușiu sau nisipiu murdar și penele cenușiu-negricioase pe ceafă și partea superioară a spatelui. Partea inferioară a frunții și sprânceana (dunga supraciliară care se întinde de la baza ciocului până la zona auriculară) sunt albe sau aproape albe; sprânceana poate fi destul de prost delimitată; la unii, este mai pronunțată în spatele ochilor. Penele scapulare sunt albe. Bărbia, partea inferioară a gâtului, părțile laterale ale capului (obrajii și tectricele auriculare) și a gâtului sunt negre. Aripile (remigele și tectricele supraalare) deasupra sunt negre. Negrul de pe față și gât se unește (prin laturile gâtului) cu negrul tectricelor aripii. Remigele secundare și terțiare tivite îngust cu alb sau brun-gălbui pe margini și pe vârfuri. Steagul intern ale remigelor primare cu margini albe înguste. Supraalare mari laterale tivite ușor pe margini și vârfuri cu palid sau alb, iar cele mediale cu alb pe steagul extern (pe aripa nedesfăcută, adesea se arată ca o linie albă lată deasupra tectricelor; în zbor, se prezintă ca o zonă triunghiulară palidă). Dedesubt aripa este albicioasă. Remigele de dedesubt sunt cenușii, cu margini albe pe steagul intern, uneori foarte late. Tectrice subalare și axilare negre, cu vârfuri albe. Partea inferioară a spatelui, târtița și tectricele supracaudale sunt albe sau alb-cremoase, uneori brun-gălbui. Coada neagră cu bazele rectricelor laterale albe sau alb-gălbui, dar foarte dificil de văzut albul pe coadă în câmp. Părțile inferioare de la partea superioară a pieptului până la tectricele subcodale (cu excepția părților negre ale penajului menționate mai sus) sunt palide, de la alb-cremoase până la brun-nisipii sau brun-gălbui, cu nuanțe gălbui sau ocru pe piept și pe flancuri. Ciocul, picioarele și ghearele sunt negre.
Masculul adult în penajul postnupțial (toamna și iarna, după năpârlirea de toamnă) este asemănător cu cel în penajul nupțial, dar are părțile superioare cu o nuanță mai cenușie. Sprânceana brun-gălbuie. Tectricele supraalare negre tivite lat pe margini și vârfuri cu nisipiu sau alb. Remigele negre, cu tivuri albe; remigele primare tivite îngust pe margini cu alb, devenind mai brune cu margini albe la baza celor mediale; remigele secundare și terțiare cu tivuri late albe pe steagurile externe și vârfuri, devenind nisipii pe penele mijlocii. Târtița și tectricele supracaudale brun-nisipii. Părțile inferioare mai palide, brun-nisipii sau galbene. Penele negre de pe lor (lorum), zona auriculară, de pe bărbie și gât și tectricele supraalare au marginile și vârfurile albe, ascunzând parțial culoarea neagră, și dau un aspect de întrerupere a negrului de pe gât și aripi și astfel linia neagră care unește negrul de pe gât și de pe tectricele alare este mai întreruptă, în special pe supraalare mici.
Femela adultă în perioada de reproducere (primăvara și vara), în penajul proaspăt neuzat, are creștetul, ceafa și mantaua palide, cenușiu-nisipii, penele scapulare și spatele sunt mai strălucitoare sau mai brun-nisipii. Târtița și tectricele supracaudale albe cu o nuanță rozaceu-brun-gălbuie (mai intensă decât la mascul). Supraalare mici (cu excepția celor laterale), supraalare mijlocii mediale și supraalare mari sunt brun-nisipii, ca și părțile superioare, restul tectricelor sunt negru-cenușii, tivite lat pe margini și vârfuri cu brun-nisipiu, mai deschis pe vârfurile supraalarelor mari; remigele negru-cenușii sau brun-închise; remigele primare, secundare și alula tivite îngust pe margini și vârfuri cu brun-nisipiu sau alb. Tectricele subalare și axilare de culoare brun-închisă, mai puțin extinsă decât la mascul, tivite lat pe vârfuri cu alb-gălbui sau alb. Sprânceană și inelul ocular îngust brun-gălbuii. Lorul (lorum), tectrice auriculare, bărbia și gâtul de culoare variată, de obicei părțile laterale ale capului și gâtului sunt nisipiu-cenușii (ca și creștetul) sau tectricele auriculare au nuanțe mai vii, nisipoase sau mai brun închise, cu lorul mai întunecat sau cu o pată înaintea ochiului. Se întâlnesc păsări cu bărbia și gâtul mai întunecate, de la păsări cu obrazul negricios până la laturile gâtului, până la cele cu partea inferioară a feței, bărbia și gâtul mai uniform întunecate cu margini palide (asemănătoare cu cele ale masculilor adulți; acestea au și tectricele și remigele mai brun închise, făcându-le și mai asemănătoare cu masculul). Posibil la fel de frecvente sunt și variantele cu gâtul palid sau întunecat sau intermediar. Restul părților inferioare, ca la mascul.
Femela adultă în penajul postnupțial (toamna și iarna, după năpârlirea de toamnă) este asemănătoare cu femela adultă în perioada de reproducere, dar are părțile superioare mai cenușii, bărbia și gâtul brun-gălbuii sau albe, unele având vârfurile penelor brune sau brunii; tectricele alare mai brune, tivite lat pe margini și vârfuri cu brun-nisipiu (în special pe supraalare mici, mijlocii, mari mediale și primare); remigele secundare tivite mai lat pe margini și vârfuri, remigele primare tivite mai vădit pe vârfuri cu brun-gălbui. Târtița și tectricele supracaudale albe.
Juvenilul este asemănător cu femela adultă, dar creștetul și ceafa sunt brun-cenușii, mantaua, penele scapulare și spatele brun-gălbuii, fiecare pană are centrul ușor mai palid și vârful mai întunecat, dându-i un aspect pestriț. Coada ca la adult, dar are vârfurile tivite lat cu brun-gălbui-cenușiu sau brun-gălbui-roz. Supraalare mici și mijlocii sunt de culoare cenușiu șterse cu vârfurile tivite lat cu brun-gălbuii deschis, supraalare mari cenușiu-închis sau negru șters tivite pe margini și vârfuri cu brun-gălbui deschis; tectricele primare și remigele primare, secundare și terțiare sunt tivite lat pe margini și vârfuri cu rozaceu-brun-gălbui sau aproape alb, remigele primare laterale cu vârfuri palide. Sprânceana indistinctă și doar puțin mai palidă decât creștetul, inelul ocular îngust brun-gălbui deschis. Lorul (lorum) și partea superioară a obrazului palide, brun-gălbui-cenușii, tectricele auriculare brun-gălbui sau brune, cu dungi înguste mai palide. Pieptul brun-gălbui deschis cu centrul penelor alb-gălbui și vârful mai întunecat, având un aspect pestriț, restul părților inferioare, inclusiv gâtul, aproape albe. Ciocul de culoare închisă, brun-cornos, cu baza mandibulei mai palidă și comisurile ciocului galbene. Picioarele brun închise sau negricioase.

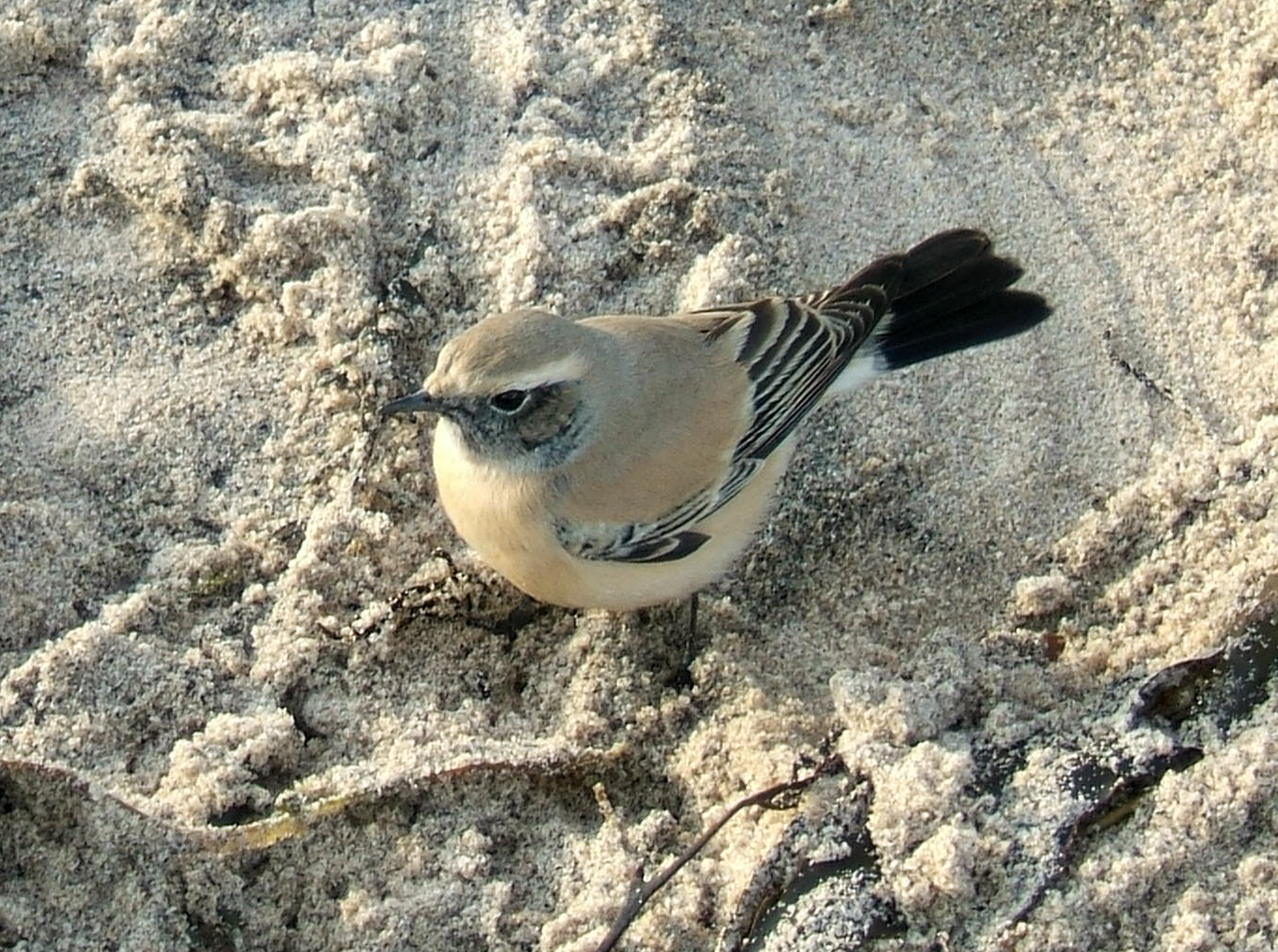
Pietrarul de deșert (mascul subadult) stând pe nisip

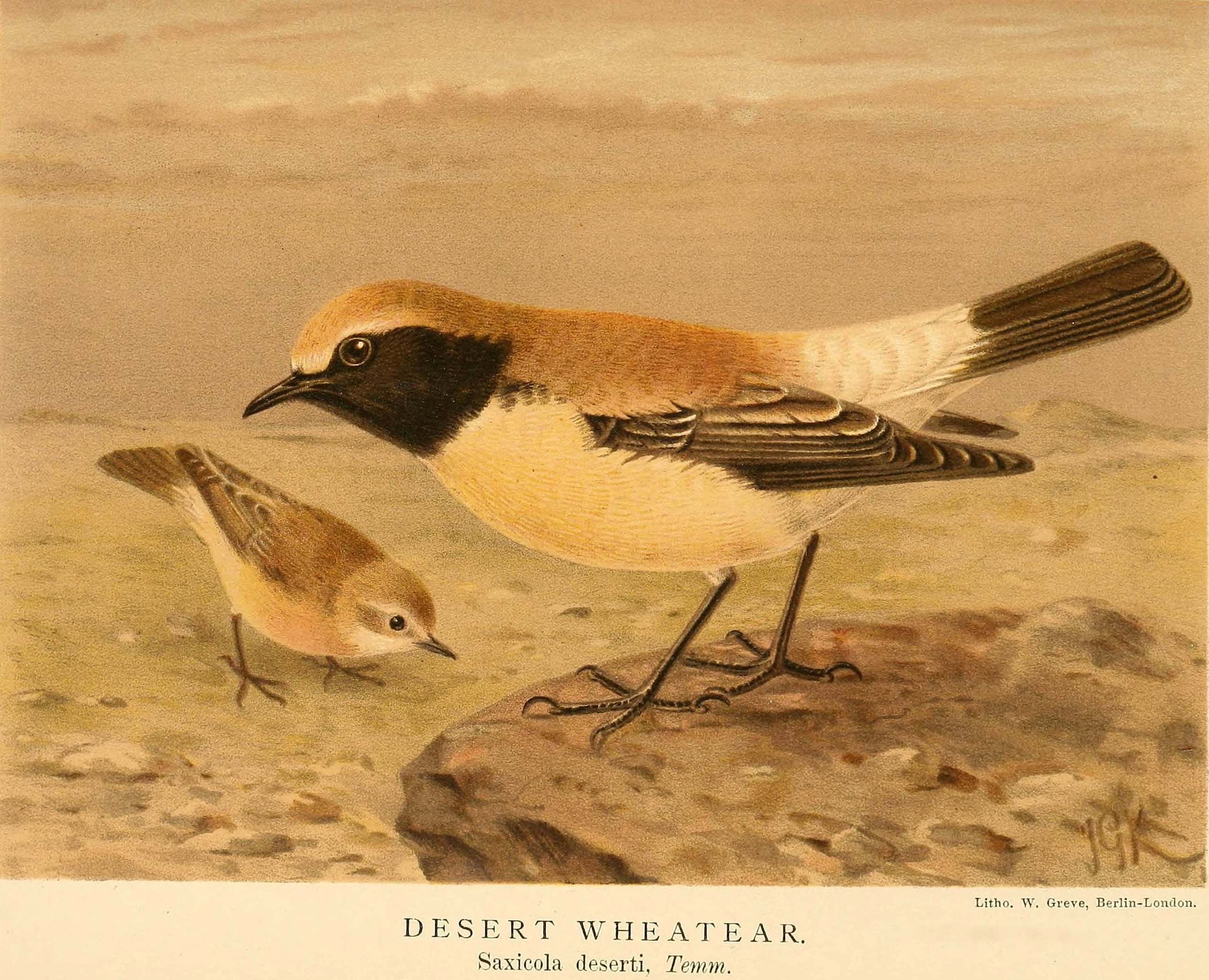
Pietrarul de deșert după Lord Lilford.

Masculul subadult în primul an de viață. Cei mai mulți sunt foarte asemănători cu masculul adult și cu femela cu gâtul negru, și determinarea vârstei se face mai bine prin contrastul între penele năpârlite de pe aripă  și penele nenăpârlite juvenile păstrate (remigele primare, secundare, terțiare, tectricele primare și un număr variabil de supraalare mari), care sunt mai brune și mai uzate decât penele noi negru-fuliginoase, cu supraalare mici palide, nisipii, și cu tivuri fine pe supraalare mijlocii cu centrul negru, tectricele primare brun închise tivite cu alb-gălbui și, dacă sunt păstrate, supraalare mari mai vechi au tivurile palide - absente la adulți. Alula și remigele terțiare ca la adult, remigele primare și secundare similare, dar au vârfuri palide mai late; toate penele de pe coadă sunt păstrate de la penajul juvenil. Capul și corpul ca la adult, dar adesea negrul de pe față, partea inferioară și laturile gâtului este mărginit mai larg cu alb-gălbui deschis, care uneori ascunde negrul când penele sunt foarte proaspete (cu excepția obrajilor și tectricelor auriculare) și este încă vizibil ca urme în martie-aprilie (vârfurile palide la adult sunt de obicei complet uzate până la sfârșitul toamnei și absente în ianuarie). Cu toate acestea, la unii, gâtul poate fi practic identic cu cel al masculului adult, iar determinarea vârstei masculilor se face cel mai bine după tectricele primare; la adulți acestea sunt brun închise cu vârfuri foarte fine de culoare albicioase, iar penele proaspete nu sunt tivite niciodată pe margini cu palid, în primul an de viață ele sunt brun închise, tivite complet pe margini cu brun-gălbui deschis. În plus, adulții au supraalare mari negru-fuliginoase, tivite îngust cu alb pe vârfuri, îar în primul an de viață ele sunt brun închise, tivite complet cu brun-nisipiu pe margini (chiar și în penajul uzat, de exemplu, în martie). Remigele primare, secundare și terțiare și alula sunt destul de similare, dar adultul este mai întunecat decât subadultul din primul an, deși adultul păstrează, de obicei, numai tivurile palide pe terțiare până în jurul lui aprilie. Dacă nu poate fi determinată vârsta păsării, poate fi dificil să se facă distincția între femela cu gâtul întunecat și masculul în primul an (dar nu este o problemă cu masculul adult).
Femela subadultă în primul an de viață. În penajul proaspăt este ca și femela adultă, dar păstrează penele juvenile pe aripi și coadă ca și masculul în primul an de viață. Determinarea vârstei se poate face, ținând pasărea în mână toamna, prin tectricele primare brun închise, cu vârfuri brun-gălbui deschise de circa 1 mm lățime (mai înguste și mai albe decât la adult) și prin gâtul mai puțin negru. Primăvara, tectricele primare sunt brune, vârfurile celor laterale sunt uzate, iar cele mediale au vârfuri brun-gălbui deschise (tectricele primare la adult sunt cenușiu închise, tivite îngust cu alb pe margini), dar pot fi nedistinse în mijlocul verii.

## Specii asemănătoare
Cel mai ușor se identifică prin coada aproape în întregime neagră (albul este restrâns pe laturile bazale), care este caracteristică pentru pietrarii nisipiu colorați.
Numai femela mai mare a pietrarului cu târtița roșcata (Oenanthe moesta) are un desen similar al cozii (în întregime neagră), dar are ciocul și coada mai lungă, capul, fața și părțile superioare mai intens brun închise, iar târtița și tectricele supracaudale mai intens brun-roșcate sau brun-roșcate gălbui. Trebuie de avut în vedere faptul că mulți pietrari par că au coada neagră atunci când coada nu este desfăcută și nu întotdeauna își desfac coada pentru a-și arăta desenul adevărat al ei chiar și în timpul zborului.
Pe lângă desenul cozii caracteristic, masculul pietrarului mediteranean (Oenanthe hispanica) este puțin mai mic și în general mai zvelt, iar negrul pe față nu se unește niciodată cu cel al aripilor.
Pietrarul caucazian (Oenanthe finschii) este negru de la față până la aripi și alb pe manta și spate, dar este foarte negru pe penele scapulare și aripi și are desenul cozii diferit.
Pietrarul răsăritean (Oenanthe isabellina) este mai mare, are o ținută mai verticală, ciocul mai lung și coada mai scurtă, și poate fi confundat cu unele femele al pietrarului de deșert care au desenul cozii similar, dar pietrarul răsăritean nu are fața și aripile negre.

## Arealul
Arealul este foarte vast, de la țărmurile Oceanului Atlantic în nordul Africii până în nord-vestul și nordul Chinei.
Este o specie indigenă în: Afganistan, Algeria, Arabia Saudită, Azerbaidjan, Bahrain, Ciad, China, Cipru, Djibouti, Egipt, Emiratele Arabe Unite, Eritreea, Etiopia, India, Iran, Irak, Israel, Italia, Iordania, Kazahstan, Kuweit, Kârgâzstan, Liban, Libia, Mali, Maroc, Mauritania, Mongolia, Nepal, Niger, Oman, Pakistan, Qatar, Federația Rusă (Rusia central-asiatică, Rusia est-asiatică), Senegal, Somalia, Sudan, Sudanul de Sud, Siria, Tadjikistan, Tunisia, Turcia, Turkmenistan, Uzbekistan, Sahara Occidentală, Yemen
A dispărut din Georgia.
Apariții accidentale a fost semnalate în: Armenia, Bangladeș, Belgia, Bulgaria, Camerun, Danemarca, Elveția, Estonia, Finlanda, Franța, Germania, Gibraltar, Grecia, Irlanda, Italia, Japonia, Kenya, Malta, Marea Britanie, Nigeria, Norvegia, Olanda, Polonia, Portugalia, România, Spania (și Insulele Canare), Sri Lanka, Suedia, Ucraina, Ungaria.
A fost găsită și în Uganda dar categorie fenologică nu este clară.
În Ucraina a fost observată pentru prima dată o femelă subadultă la 12.11.2013 în Delta Dunării, pe bancul de nisip de la gura brațului secundar Potapov al brațului Chilia. În România a fost semnalată o apariție accidentală la 6 decembrie 2017 lângă Lacul Techirghiol de doi biologi ai Societății Ornitologice Române (SOR), Laurențiu Petrencu și Lucian Eugen Bolboacă. Această specie a fost fotografiată în 2007 de fotograful Daniel Petrescu, însă nu a fost atunci identificată. Până la 24 februarie 2018 specia a fost observată de 24 ori lângă Lacul Techirghiol.

## Habitatul

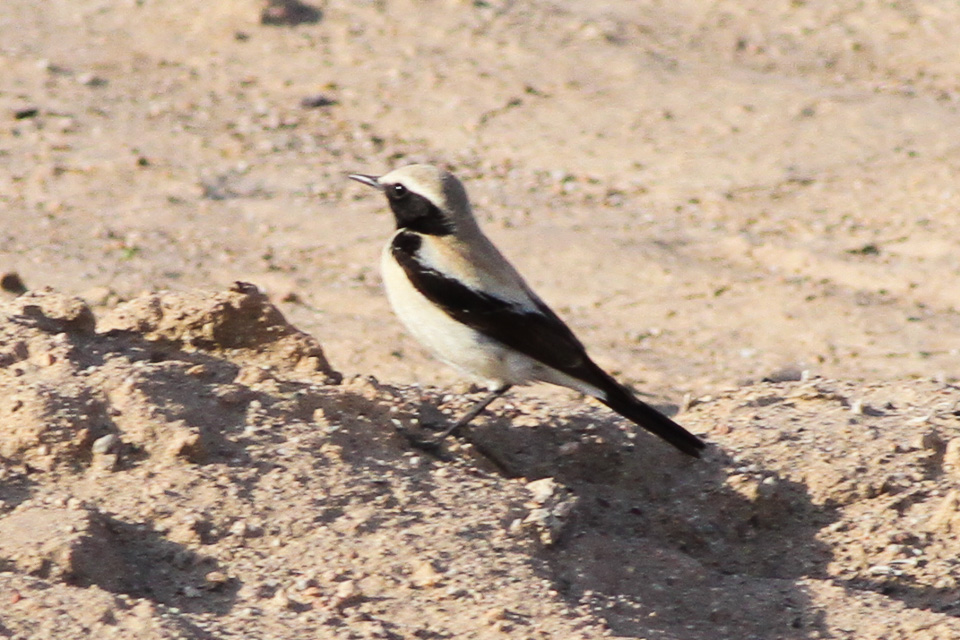
Pietrarul de deșert (mascul) în habitatul său din deșert

Este o specie petrofilă. Trăiește în stepele uscate și la marginile deșerturilor cu puțină vegetație, în albiile râurilor uscate acoperite cu tufărișuri răzlețe, în ueduri, în câmpiile acoperite cu pietriș și pietre și în ruine, în nord-vestul Africii ajungând la 1500 m altitudine, iar în subcontinentul indian între 3000 și 5100 m.
În Africa cuibărește în câmpiile semideșertice nisipoase sau pietroase acoperite cu tufișuri de chenopodiacee sau cu euforbie (Euphorbia), în platourile înalte cu iarbă de halfa (Desmostachya bipinnata) și pelin (Artemisia), în sărături, ueduri uscate, pădurici de tamariscă (Tamarix), în terenuri aride cultivate și necultivate, la marginea căilor feroviare și rutiere cu fire telefonice și în terenuri ușor înclinate, dar evită terenurile deluroase. În regiunile nisipoase necesită un substrat tare pentru cuibărire în vizuini, sau tufișuri și stânci pentru cuibărire în adăposturi.
În Israel cuibărește în deșerturi plane nisipoase sau pietroase, în zonele semideșertice cu vegetație răzleață de tufișuri sau de arbuști, pe coastele dealurilor, în văi și albii late uscate. În Iordania cuibărește în zone de dune aluvionare, în peticele de pipirig (Juncus) de la marginile mlaștinilor uscate și în ueduri, iar odinioară cuibărea în insulițele de gărdurariță (Nitraria) din mlaștinile inundate din Azraq.
În Iran preferă câmpiile deschise, plane sau ușor ondulate acoperite cu aluviuni sau pietriș, presărate cu pături răzlețe de iarbă și tufișuri rare, mai ales cele de zigofil (Zygophyllum atriplicoides). În Afganistan și Himalaia trăiește în văi înalte și platouri pustii cu stânci și drobiță, iar în Mongolia este tipică în zonele cu stânci de gresie din deșerturi, dar și în zonele cu colilie (Stipa), în special cele stâncoasă.
În Kazahstan pietrarul de deșert locuiește în principal în deșerturi nisipoase acoperite cu vegetație xerofilă rară. Natura suprafeței nu este esențială, se întâlnește atât în regiunile cu relief accidentat (râpe, văi uscate), printre nisipurile deluroase, acoperite cu tufișuri dese de saxaul (Haloxylon) și djuzgun (Calligonum) cât și printre deșerturile nisipoase plane. Rareori trăiesc în takâr, sărături, deșerturi argilo-pietroase printre tufișurile rare de saxaul. În Kazahstan, pietrarul de deșert trăiește numai în câmpie, în regiunile muntoase ale Tian-Șanului nu cuibărește. Cuibărirea pietrarului de deșert în munți de pe teritoriul Kazahstanului este excepțională, deși acestea se ridică până la limitele zonei alpine din Altai, Pamir-Alai și în estul Irakului.
Migranții care iernează în Africa trăiesc în habitate asemănătoare, dar și în zone mai nisipoase; cei din Emiratele Arabe Unite locuiesc în semideșert, în tufișurile de arbuști din sărăturile din sebkha și în dunele de lângă țărm. În deșertul Thar din Rajasthan (India), iernează în câmpiile uscate nisipoase semideșertice și deșertice acoperite cu ierburi joase, arbuști și tufișuri destul de răzlețe, unde solul lipsit de vegetație reprezintă peste 50-75 % din substrat; arbuștii găsiți în acest habitat includ caperul (Capparis decidua) ca dominant, crotalaria (Crotalaria burhia), aerva (Aerva javanica, Aerva pseudotomentosa) și siminichia italiană (Cassia italica); acest biotop este comun cu cel al mărăcinarului de deșert (Saxicola macrorhynchus).
Este o specie teritorială, în Iran își apără un teritoriu individual de iarnă de 0,3-0,8 ha.

## Comportamentul
Comportamentul este foarte asemănător cu cel al pietrarul sur (Oenanthe oenanthe). În perioada nupțială, masculii cântă pe pământ și în zbor, ridicându-se uneori atât de mult încât dispar din vedere. Masculul în timpul paradei nupțiale zboară vertical în sus, și apoi coboară oblic în jos spre femelă. Zborul este ramat, prin bătaia aripilor. În zbor, își desface în evantai coada și ușor o ridică în sus, iar aripile le ține sub planul orizontal al corpului. Așezându-se lângă femela, masculul aleargă după ea, luând o ținută specifică: cu coada ridicată și desfăcută, aripile coborâte, penele zbârlite, capul ușor lăsat pe spate. În același timp, el emite un sunet răgușit. În toiul perioadei nupțiale, cântă chiar și noaptea. Zboară și se deplasează pe pământ, la fel ca și pietrarul sur. Adesea stă mult timp la intrarea unei galerii de rozătoare, în care se ascunde la cel mai mic pericol.
Cuibărește în perechi izolate. În timpul migrației zboară singur, și doar uneori se pot vedea mici grupuri de cinci sau șase păsări.

## Glasul
Mascul cântă în zbor și pe pământ. Cântecul lui constă dintr-o serie distinctivă de fraze variabile scurte, fiecare din 2-4 fluierături descendente, melancolice, de ex. „teee-ti-ti-ti” sau „sii-duul-a-drrol” sau „dee djrruu”, adesea intercalate cu un țârâit strident sau cu fraze care se termină cu un tril rapid sec slab sau cu un tril chicotit lent sau cu fluierături tremurătoare întrerupte. În confruntări și în perioada nupțială, frazele pot fi mai lungi și mai silențioase, încorporând frazele de mai sus, dar cu diverse fluierături, clănțănituri și țârâituri. Femela cântă din când în când, scoțând fraze mai uniforme. Cântă și în timpul iernii, iar la sfârșitul sezonului de reproducere și începutul anului emite un subcântec (murmur).
Strigătele includ un „sviii” sau „piii” fluierat ascuțit ca semnal de contact și de alarmă și un „tuc” sau „tsack” sau „zec” tare în caz de agitație, care se combină cu un „svii-tuc-tuc” sau un „crr” sau „ciac-crr” răsunător, în caz de alarmă maximă lângă cuib.
Imitată adesea vocile diferitelor păsări, reproducând destul de bine strigătele păsării ogorului (Burhinus oedicnemus), găinușei de stepă (Syrrhaptes paradoxus), pupezei, vrăbiilor, limicolelor mici, cântecele frunzăriței mici (Hippolais caligata) și ale ciocârliilor, și chiar mieunatul pisicii, chițăitul gerbilului mare (Rhombomys opimus) și dangătul clopotelor.

## Hrana
Se hrănește în principal cu nevertebrate, mai ales cu insecte (gândaci, heteroptere, furnici, omizile fluturilor), mai rar cu semințe.
Hrana animală este formată din gândaci (Coleoptera) adulți și larvari din cel puțin cinci familii, lepidoptere adulte și larvare, diptere adulte și larvare, furnici și albine, acridide (Acrididae) și lăcuste, blatide (Blattodea) și călugărițe (Mantodea), hemiptere, urechelnițe (Dermaptera), termite, libelule (Odonata), păianjeni, oniscide (Oniscidea), miriapode și viermi; odată a fost observată că ducea șopârle mici la cuib, dar nu consumă alte vertebrate. Hrana vegetală include semințe mici consumate ocazional.
În conținutul stomacurilor a 23 de păsări din sud-vestul Iranului, în perioadele ianuarie-mai și noiembrie-decembrie, au fost găsite după număr 37 % furnici, 19 % larve de insecte, 12 % himenoptere, 11 % gândacuri, 9 % termite, 4 % hemiptere, 2 % acridide și 6 % alte; 95 % din aceste nevertebrate aveau o lungime mai mică de 1 cm.
Stomacurile a 38 de păsări din Turkmenistan, în luna aprilie, conțineau după număr 71 % furnici, 13 % gândaci, 10 % omizi, 2 % miriapode, 2 % hemiptere, 2 % alte. În Zaisan (Kazahstan) în conținutul stomacurilor a cinci păsări a fost găsite: resturi de ortoptere - în patru, furnici - în patru, heteroptere - în două, tenebrionide și libelule - în unul.
Hrana puilor include insecte adulte și larvele lor; în Mongolia în principal diptere, larve de coleoptere și himenoptere.
Se hrănesc pe pământ, săltând pe sol și înhățând insecte; pândește hrana adesea de pe o ramură (destul de ușoară pentru a folosi tulpina mlădioasă) scrutând miriștea și atacă insectele de pe sol sau cele zburătoare; uneori vânează planând pe loc atunci când sunt disponibili curenți joși de aer. Odată a fost văzută că cleptoparazitează furnicile (adică fură hrana lor), înfășcând fluturii mici și larvele cărate de ele, dar nu a mâncat furnicile.

## Reproducerea

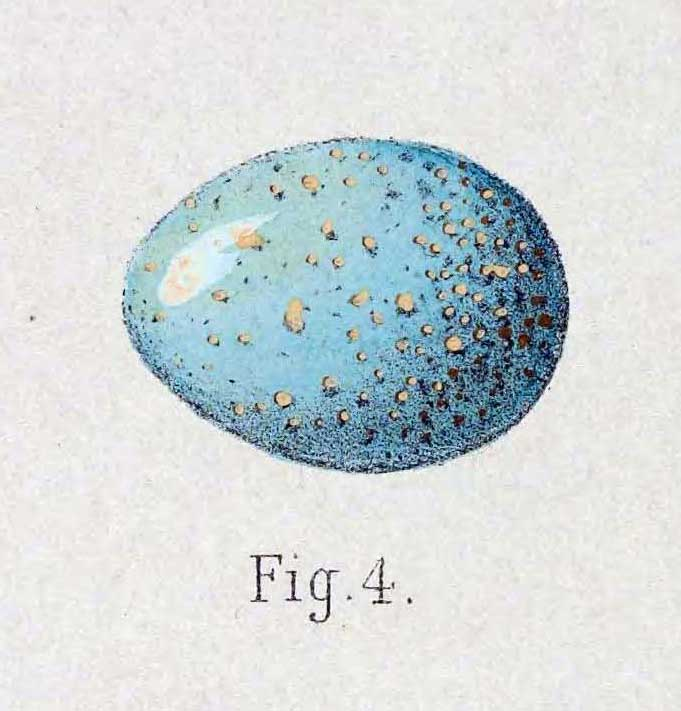
Ouăle

Este o specie teritorială cu un teritoriu cuibăritor relativ mare, de circa 4 ha, cu o distanță de obicei necontigue de cel puțin 100 m între cuiburi.
Unele perechi încep să se reproducă imediat după sosirea din cartierele de iernat, altele încep să cuibărească mai târziu. Reproducerea are loc în februarie-iunie în Maroc și de la jumătatea lui martie până la sfârșitul lui mai în Algeria și Tunisia; în mai-iulie în Egipt; de la începutul lui aprilie până la mijlocul lui iulie în Israel; din mai în Pakistan și Pamir; în aprilie-iunie în Asia centrală; de la sfârșitul lui aprilie până la mijlocul lui august în Mongolia, de la mijlocul lui mai în deșertul Gobi djungarian. În cea mai mare parte a Kazahstanului reproducerea începe în luna aprilie, iar la mijlocul sau sfârșitul lunii mai apar puii zburători.

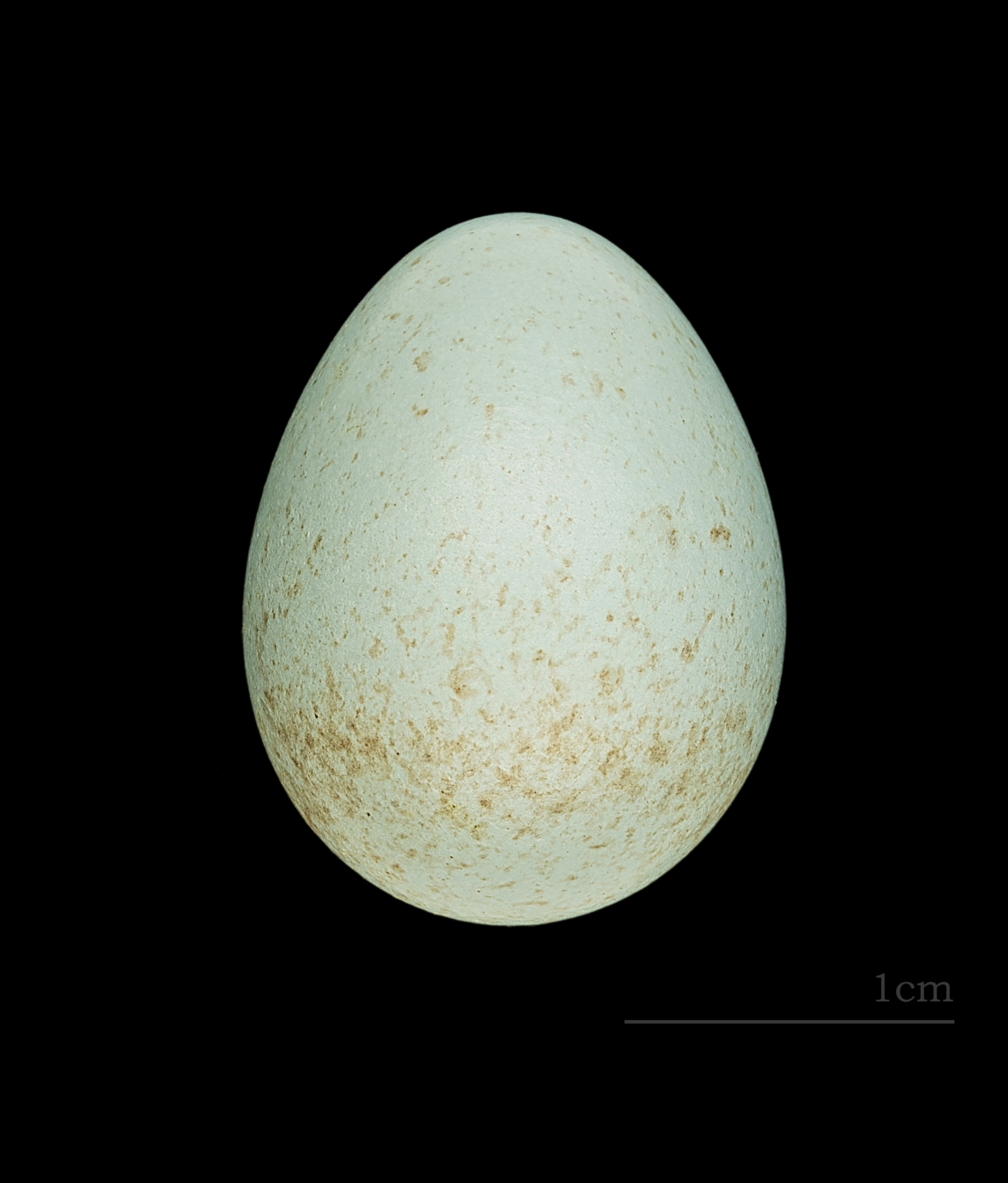
Ouăle

Cuiburile sunt amplasate în interiorul galeriilor vechi ale rozătoarelor sau printre rădăcinile ieșite la suprafață și sub tulpinile de saxauli căzuți, într-o gaură de pe marginea drumului sau pe malul râului, în abrupturile verticale ale stâncilor, în ziduri, poduri sau alte construcții, sub o piatră sau între pietre, sub o tufă de pelin sau sub grămezi de pietre. Cuiburile au fost găsite și în scorburile saxaulilor, într-o țeavă de fier dintr-un gard, pe malul mării. Renovează galeriile vechi ale rozătoarelor, lărgind intrarea în ele. Probabil uneori sapă singure găuri în pământ pentru cuiburi. În depresiunea Zaisanului (Kazahstan) din 11 cuiburi, două au fost amplasate în galeriile rozătoarelor, restul - pe versanții abrupți ai râpelor, la o înălțime de 0,9-2,8 m. Cuibul este o construcție necompactă și destul de mare. Dimensiunile a șase cuiburi din Kazahstan au fost: lățimea 105-138 mm, înălțimea 50-75 mm, diametrul interior 45-75 mm, adâncimea 20-50 mm. Stratul exterior al cuibului este format din frunze uscate, tulpini de iarbă și rădăcini, uneori împletit cu panicule de trestie, puf vegetal și câteva pene; în interior este căptușit cu tulpinițe subțiri, iarbă mai fină, lână, păr sau pene mici.
Depune 3-6 ouă, de culoare albăstrui-deschisă sau mai închisă sau albastru-verzuie, uneori cu pete mici ruginii, brun-gălbui sau violete, care se concentrează la capătul rotund; ouăle sunt depuse zilnic; ele au dimensiuni de 18,1-21,2×14,2-16,0 mm, în medie 19,5×15,2 mm. Incubația începe după depunerea celui de al doilea ou. Durata incubației este de 13-14 zile. În Kazahstan durata incubației a fost de 14 (două cazuri) sau de 16 (un caz) zile. Adesea depune două ponte, dar de regulă numai una în regiunile montane înalte și în nord-estul arealului.
Puii eclozați sunt acoperiți cu un puf des cenușiu deschis, ei rămân în cuib 15-18 zile și sunt hrăniți de ambii părinți. În Kazahstan puii părăsesc cuibul la 13-14 zile după eclozare. După ce au părăsit cuibul și au devenit zburători ei rămân dependenți de părinți până la 3 săptămâni. Participarea ambelor sexe la construirea cuibului și în incubația ouălor nu este clară.
Succesul reproductiv a nouă perechi din Mongolia a fost de 89 %.

## Deplasări sezoniere
Populațiile africane și din Sinai și Palestina sunt sedentare sau parțial migratoare; cele din Asia sunt migratoare, cuibăresc în nordul arealului și iernează în nord-estul Africii și sud-vestul Asiei. Populațiile care cuibăresc în munți în partea sudică a arealului din Asia, efectuează migrații verticale și iernează mai spre sud în Arabia, India și sud-vestul Asiei.
Subspecia nord-africană homochroa este sedentară, parțial migratoare. Unele populații se deplasează spre sud, unde iernează din septembrie până în aprilie în alte părți ale arealului de reproducere, sau se deplasează spre sud în nordul Saharei sau peste aceasta în zona nord-saheliană din Mauritania și Mali. Este predominant sedentară în sud-vestul Marocului, dar și în Libia și Egipt, însă a fost observată în pasaj în Libia de la începutul lui septembrie până la sfârșitul lui octombrie și de la sfârșitul lui februarie până la începutul lui aprilie; au loc deplasări locale frecvente în interiorul cartierelor de iernat ca urmare a incendiilor și a practicilor agricole. Sunt cunoscute apariții accidentale în Anglia.
Subspecia nominată deserti este sedentară în Egipt, în Peninsula Sinai, nord-vestul Arabiei, Siria, Israel și Palestina, populațiile din Levant sunt parțial migratoare.
Subspecia atrogularis este migratoare, cuibărește în Iran, Asia Centrală, la est până în Afganistan, centrul și sudul Kazahstanului, Mongolia, nord-vestul și nordul Chinei; iernează în nord-estul Africii și sud-vestul Asiei. Populațiile din sudul Caucazului și Iran, la est până în Mongolia, migrează spre sud și vest, părăsind regiunile nordice în august și trecând prin sudul Kazahstanului la sfârșitul lui septembrie și prin Afganistan de la sfârșitul lui septembrie până la mijlocul lui octombrie. Cele mai multe păsări pleacă din sud-vestul Iranului la începutul lui octombrie și se deplasează mult mai departe pentru a ierna în nord-estul Africii (alăturându-se probabil la cele sedentare în Egipt de la mijlocul lui august până la începutul lui mai, dar sosesc în Sudan doar de la începutul lui noiembrie până la sfârșitul lui februarie) și din Arabia spre est până în vestul Indiei (sosind în Gujarat în septembrie, iar în multe alte zone din India ajung abia în noiembrie). Apar în pasaj (unele iernează) în Israel, în special, de la mijlocul lui octombrie până în noiembrie sau în martie-aprilie. Iernează în estul Arabiei Saudite din septembrie până în martie, în principal din octombrie, și cu o reapariție minoră în pasaj de primăvară la sfârșitul lui aprilie și la începutul lui mai; în Emiratele Arabe Unite iernează din octombrie până în martie, cu un mic pasaj în septembrie și aprilie; în Bahrain pasajul este prelungit și discret, de la sfârșitul lui august până în noiembrie, și din ianuarie până la sfârșitul lui aprilie. În migrația de întoarcere (de primăvară), primele păsări sosite din Arabia ajung în sud-vestul Iranului încă de la mijlocul lui ianuarie; din unele zone din India pleacă pe la mijlocul lui februarie, din Gujarat pleacă primăvară în martie-aprilie, iar din cartierele de iernă din Africa pleacă complet până la sfârșitul lui martie; în Turkmenistan sosesc adesea valuri mari de păsări începând cu mijlocul lui martie, iar în regiunea Mării Aral sosesc la mijlocul lui aprilie. Apariții accidentale ale subspeciei atrogularis sunt înregistrate în mod regulat în mai multe țări din Europa, mai ales în nord-vestul Europei.
Subspecia oreophila este o pasăre montană migratoare, cuibărește în estul Pamirului, munții Karakorum și Cașmir, spre est până în Nepal, Podișul Tibet și vestul Chinei; iernează în două zone separate, una de-a lungul coastelor Arabiei de la Socotra (uneori Somalia) la est până în vestul Pakistanului, iar cealaltă la sud-est de Himalaia în nord-estul Indiei; concentrarea migranților în pasaj în sudul Arabiei și iernarea regulată în Socotra sugerează că trec în zbor peste nord-estul Oceanului Indian. Datele despre deplasări nu sunt bine documentate, dar primele sosiri în lanțul muntos Pamir din Rusia au loc la începutul lui aprilie și pasajul principal la începutul lui mai.

## Statutul și conservarea
Specia nu este amenințată la nivel global. Comună în cea mai mare parte a arealului. Este în general o cuibăritoare comună sau numeroasă în Africa de Nord. Destul de comună în Israel, cu o populație totală estimată la 1000-2000 de perechi cuibăritoare; larg răspândită în Iordania. Cuibărește în sudul Turciei. Foarte răspândită în Mongolia și destul de comună în China. Densitățile de obicei sunt destul de scăzute; densitatea cea mai mare este probabil în Israel, cu până la 27 de perechi/6 km², adică 4,5 perechi/km², iar în Maroc 0,25-3,5 indivizi/km² și probabil valori similare scăzute și în alte regiuni. Comună în multe cartiere de iernat; în sudul Mauritaniei, se estimează că iernează 220.000 de indivizi/67.000 km².
Mărimea populației globale nu a fost determinată. Populația europeană este estimată la 110-1.100 de perechi, ceea ce echivalează cu 220-2.200 de indivizi maturi (BirdLife International 2015), iar Europa constituie <5 % din arealul global.